# Narathura maxwelli
Narathura maxwelli är en fjärilsart som beskrevs av William Lucas Distant 1885. Narathura maxwelli ingår i släktet Narathura och familjen juvelvingar. Inga underarter finns listade i Catalogue of Life.